# Водопроводная вода

Из крана капает водопроводная вода

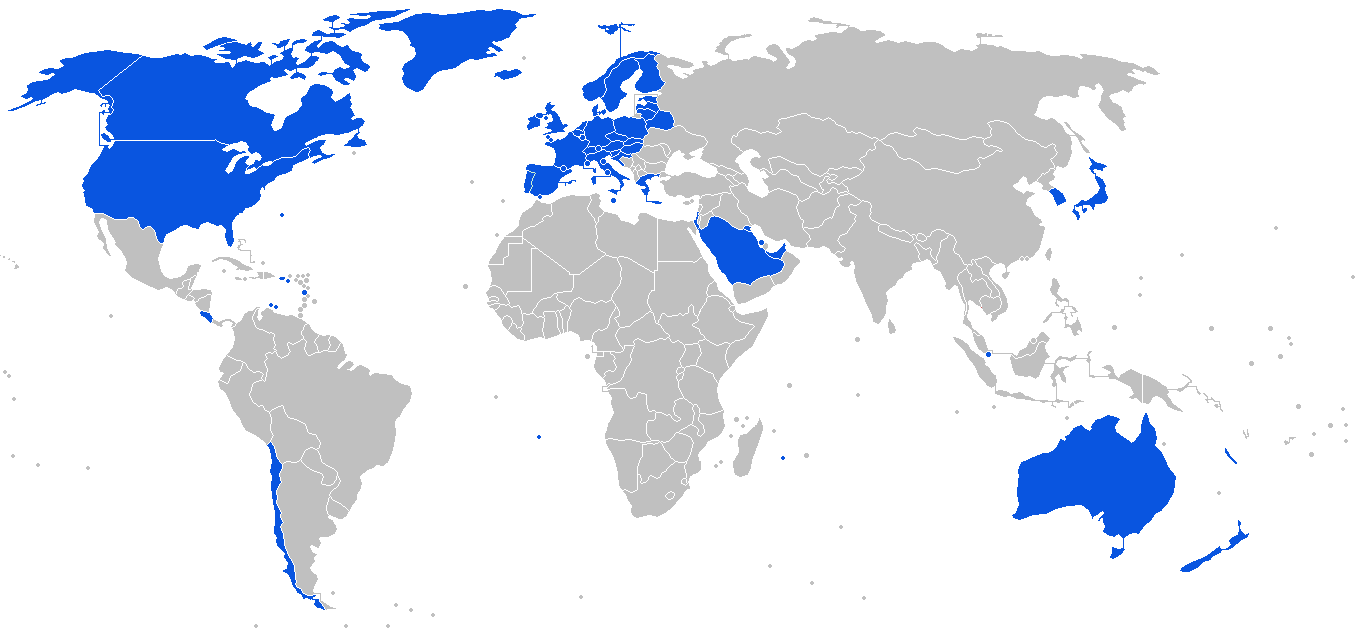
Страны, где водопроводная вода безопасна для питья

Водопроводная вода (проточная вода, вода из городского водопровода, городского водоснабжения) — вода, поступающая для потребления из крана, доставляется в дома коммунальным предприятием по водоснабжению. Стала доступна в городах развитого мира на протяжении последней четверти XIX века, и в общем в середине XX века. Обычно вода на последующую очистку берется из водоёмов (рек, озёр, ручьёв, водохранилищ), или из артезианских скважин (реже из подземных источников, родников).

## Типы водопроводной воды
Значительная часть систем водоснабжения поставляет в дома несколько типов водопроводной воды:
- питьевую воду;
- непитьевую воду «для хозяйственных нужд» (например, в РФ[1], как и в других странах[2], строительные нормы позволяют подводить воду непитьевого качества к писсуарам и смывным бачкам унитазов);
- «доочищенную» питьевую воду для питья и приготовления пищи[1];
- горячую воду;
- непитьевую воду для полива.

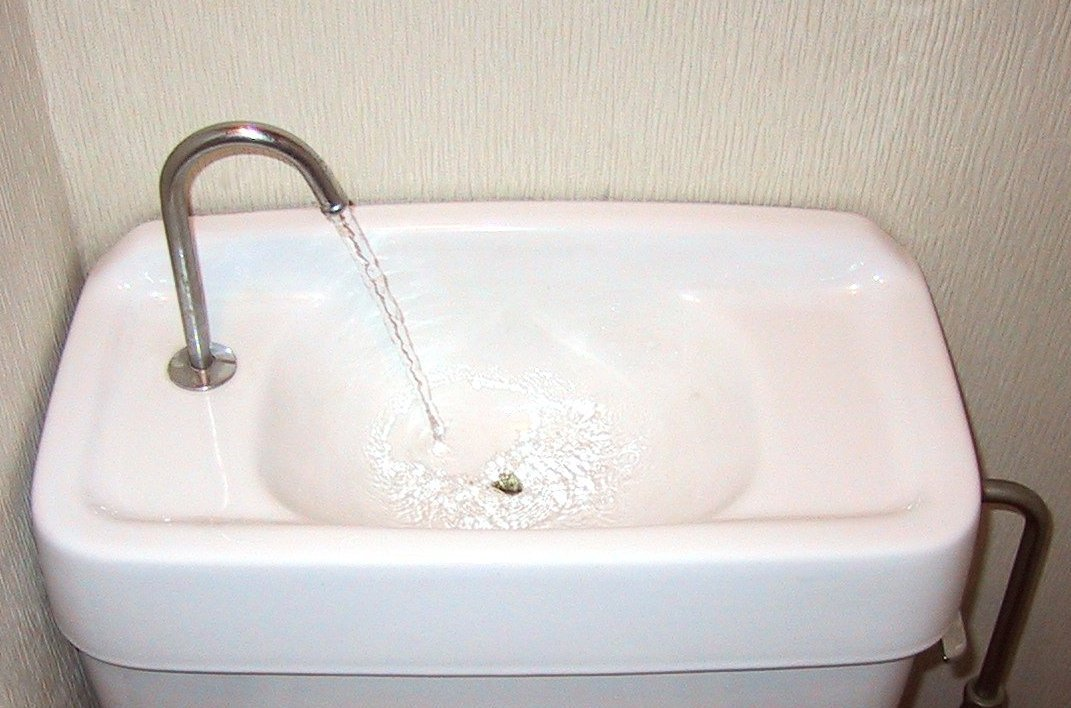
Раковина встроена в крышку японского смывного бачка; сточная вода из раковины переиспользуется для смыва, поскольку при оном вода всё равно попадает в канализацию

В Японии имеет место практика переиспользования стока питьевой воды в смывных бачках.

## Очистка
Подготовка воды для питья включает несколько стадий:
- механическую фильтрацию;
- отстаивание (иногда с предварительным коагулированием);
- фильтрацию через слой песка;
- аэрацию;
- стерилизацию.

Водопроводная вода очищается от вредных веществ. Часто содержит растворенные соли кальция, магния, железа и других элементов (так называемая «жесткая вода»), из-за чего является более сложной в использовании, в том числе для стирки одежды.

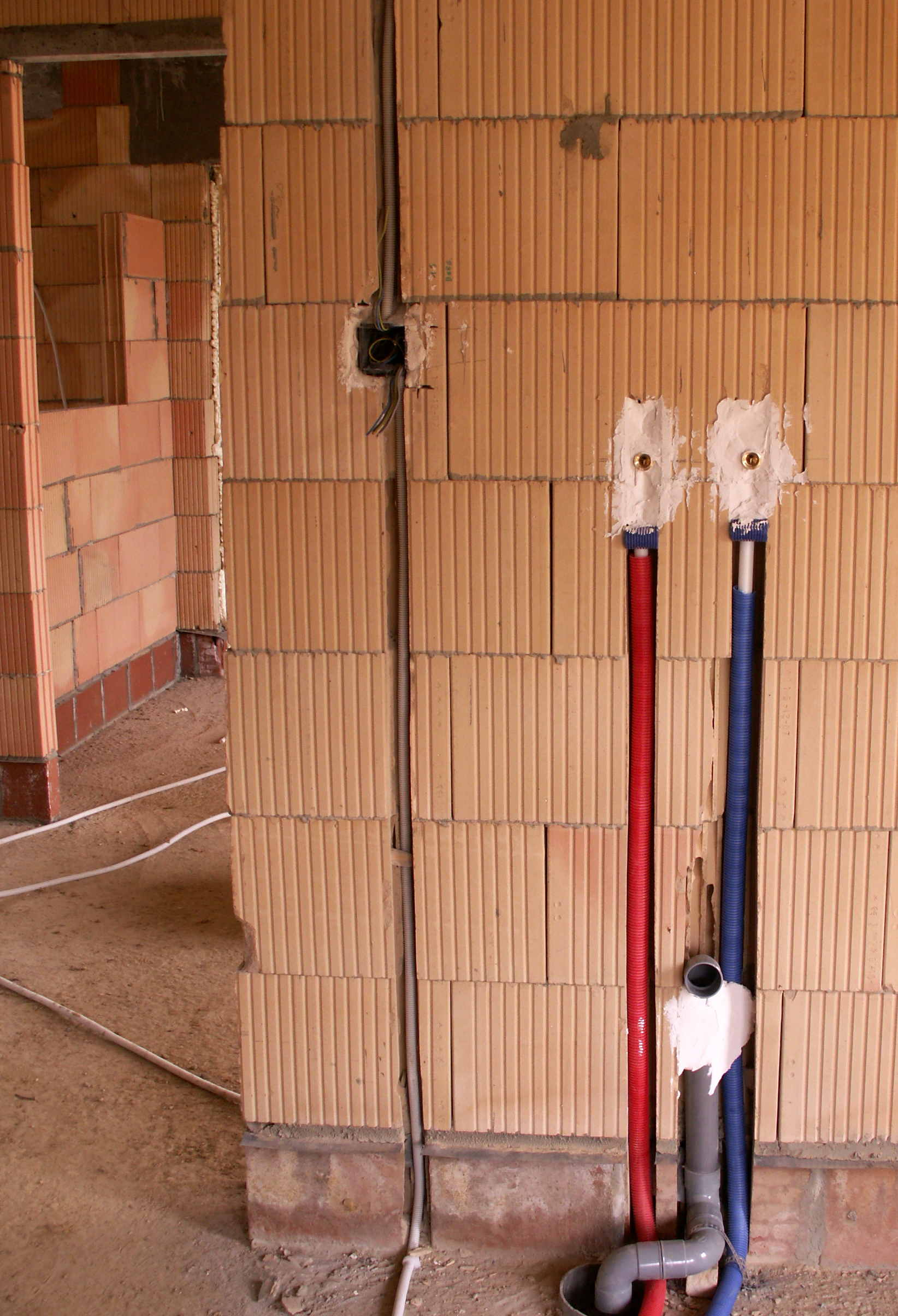
Пластиковые трубопроводы размещены для мойки